# حمام چادگان
حمام چادگان مربوط به دوره قاجار است و در چادگان، جنب مسجد جامع چادگان واقع شده و این اثر در تاریخ ۲۶ اسفند ۱۳۸۶ با شمارهٔ ثبت ۲۱۸۲۸ به‌عنوان یکی از آثار ملی ایران به ثبت رسیده است.